# Crystal Springs, Mississippi
För andra orter med samma namn, se Crystal Springs.
Crystal Springs är en stad i Copiah County i den amerikanska delstaten Mississippi med en yta av 14,1 km² och en folkmängd, som uppgår till 5 873 invånare (2000). Staden hör till Jacksons storstadsregion Jackson Metropolitan Area.

## Kända personer från Crystal Springs
- Pat Harrison, politiker, senator 1919-1941